# Кубок Шпенглера 2005
Кубок Шпенглера 2005 — 79-й традиционный турнир Кубок Шпенглера. Проводился с 26 по 31 декабря 2005 года в швейцарском Давосе. Впервые с 1991 года, когда Кубок завоевал московский ЦСКА, победителем турнира стала российская команда — магнитогорский «Металлург». В финале магнитогорцы обыграли сборную Канады со счетом 8:3.

## Регламент
На предварительном этапе 5 команд играют однокруговой турнир. Если основное время матча заканчивается вничью, то назначается овертайм до первой заброшенной шайбы продолжительностью 5 минут. Если и овертайм не выявляет победителя, то назначается серия буллитов по 5 штрафных бросков. За любую победу (в основное время, в овертайме или в серии буллитов) команде начисляется 2 очка, за поражение в овертайме или серии буллитов — 1 очко, за поражение в основное время — 0 очков.
Команды, занявшие в ходе предварительного этапа два первых места, выходят в финал, в котором разыгрывают Кубок.

## Результаты

### Предварительный этап
| М | Команда                  | И | В | ВО | Н | ПО | П | ЗШ | ПШ | ±Ш  | О  | %О    |
| - | ------------------------ | - | - | -- | - | -- | - | -- | -- | --- | -- | ----- |
| 1 | Канада                   | 4 | 3 | 0  | 0 | 1  | 0 | 19 | 7  | 12  | 10 | 87.50 |
| 2 | «Металлург» Магнитогорск | 4 | 1 | 2  | 0 | 0  | 1 | 11 | 11 | 0   | 6  | 75.00 |
| 3 | «Айсберен» Берлин        | 4 | 2 | 0  | 0 | 1  | 1 | 15 | 17 | -2  | 5  | 62.50 |
| 4 | «Давос» Давос            | 4 | 2 | 0  | 0 | 0  | 2 | 16 | 16 | 0   | 4  | 50.00 |
| 5 | «Спарта» Прага           | 4 | 0 | 0  | 0 | 0  | 4 | 10 | 20 | -10 | 0  | 0.00  |

26 декабря 2005
- «Спарта» — «Давос» 3:5
- Канада — «Металлург» 1:2 бул.

27 декабря 2005
- «Металлург» — «Айсберен» 4:3 бул.
- «Давос» — Канада 2:4

28 декабря 2005
- «Давос» — «Металлург» 4:1
- «Айсберен» — «Спарта» 3:2

29 декабря 2005
- Канада — «Айсберен» 6:1
- «Металлург» — «Спарта» 4:3

30 декабря 2005
- «Спарта» — Канада 2:8
- «Айсберен» — «Давос» 8:5

### Финал
31 декабря 2005, финал
- «Металлург» — Канада 8:3 (3:1, 2:1, 3:1)

Голы: Нурдтинов, Юшкевич, Гладских (2), Гусманов, Кайгородов, Платонов, Добрышкин – Скиннер, Мерфи, Нолден.

## Символическая сборная
- Вратарь — Йонас Хиллер ( Давос)
- Защитники — Джейсон Йорк ( Канада), Мики Дюпонт ( Айсбэрэн)
- Нападающие — Йозеф Марга ( Давос), Станислав Чистов ( Металлург), Доменик Питтис ( Канада)

## Факты
- Самой титулованной командой на этом турнире являлся «Давос», принимавший участие во всех розыгрышах.
- В 2005 году вместимость Вайллант Арены была снижена до 7680 мест из-за постройки новой трибуны в Северном секторе.